# 徐新洋
徐廷偉（1990年10月22日—），藝名徐新洋，台灣男藝人、主持人，其父親為主持人徐乃麟。2020年起擔任《超級辯辯辯》、《誰是撲克王》等節目的主持人。2021年，參加《全明星運動會》第三季，同年1月開始，參與《娛樂百分百》的凹嗚狼人殺單元，被稱為「狼人殺教父」。

## 生平
徐新洋的父親為台灣知名藝人徐乃麟，母親為曾擔任空姐的汪家璉，他在家中排名老大。在台灣讀到國二後，跟隨母親和弟妹移民加拿大，並畢業於加拿大卑斯省英屬哥倫比亞大學。徐新洋出道前，曾經在中國大陸北京市東城區、台灣經營網絡事業。
2015年开始與俄羅斯籍來台歌壇新人宋蕊安（Soa）交往，并於2023年舉行婚禮。

## 綜藝節目

### 主持及常駐
| 年分                         | 頻道                     | 節目                     | 備註                         |
| ---------------------------- | ------------------------ | ------------------------ | ---------------------------- |
| 2020年6月10日－2022年2月     | 狼谷競技台(今狼谷育樂台) | 《星光歡樂城》第二季     | 搭檔徐乃麟                   |
| 2020年1月10日－2020年8月16日 | 東風衛視                 | 《超級辯辯辯》           | 助理主持人，搭檔洪藜恩、邦尼 |
| 2020年6月19日－2020年9月4日  | 東風衛視                 | 《誰是撲克王》           | 搭檔洪藜恩                   |
| 2021年1月28日－至今          | 八大電視                 | 娛樂百分百《凹嗚狼人殺》 | 嘉賓                         |
| 2021年12月5日-2022年4月16日  | 台視                     | 全明星運動會第三季       | 紅隊成員                     |
| 2024年5月6日-2024年7月30日   | 超視、東森綜合台         | Chill Chill懂事長        | 搭檔蔡黃汝、莎莎             |

### 網路節目
| 年分                        | 頻道                  | 節目         | 備註 |
| --------------------------- | --------------------- | ------------ | ---- |
| 2020年3月1日－2020年11月8日 | MINT NEWS全球趨勢新聞 | 《新洋養的》 |      |

## 外部連結
- 徐新洋的Facebook專頁 （繁體中文）
- 徐新洋的Instagram帳戶 （繁體中文）
- 徐新洋的新浪微博 （繁體中文）